# Glycaspis vellerosa
Glycaspis vellerosa är en insektsart som beskrevs av Moore 1961. Glycaspis vellerosa ingår i släktet Glycaspis och familjen rundbladloppor. Inga underarter finns listade i Catalogue of Life.